# Colibrí cama-roig
El colibrí cama-roig (Chalybura urochrysia) és una espècie d'ocell de la família dels troquílids (Trochilidae) que habita zones boscoses des de Nicaragua fins al sud-oest de l'Equador.

## Subespècies
- C. u. melanorrhoa Salvin, 1865. De Nicaragua i Costa Rica.
- C. u. isaurae (Gould, 1861). De l'est i oest de Panamà i nord-oest de Colòmbia.
- C. u. urochrysia (Gould, 1861). Des del sud-est de Panamà i centre i oest de Colòmbia fins al nord-oest de l'Equador.
- C. u. intermedia Hartert et Hartert, C, 1894. Del sud-oest de l'Equador.